# Az Egyesült Nemzetek Szervezete Közgyűlésének 68/262. számú határozata

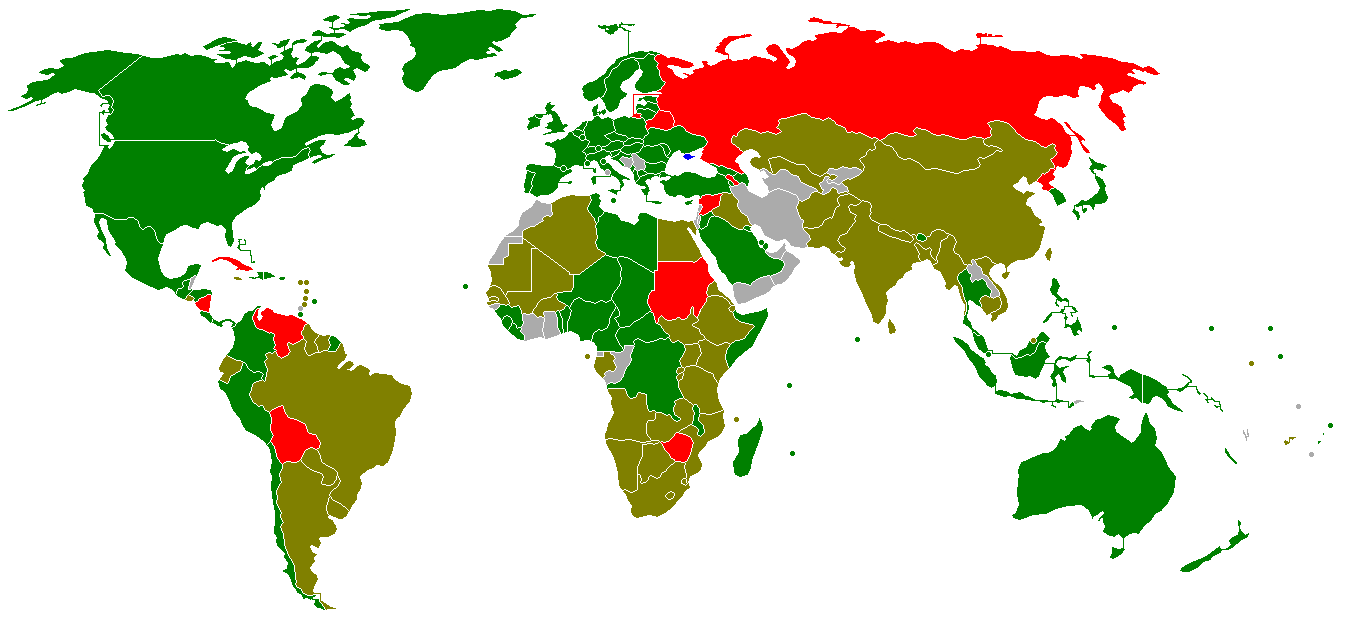
Zöld: mellette
Piros: ellene
Olaj: tartózkodott
Szürke: nem szavazott
Kék: Krím félsziget

Az ENSZ-közgyűlés A/RES/68/262-es határozatát 2014. március 24-én hozták meg nyílt szavazással az ENSZ-közgyűlés 68. napján a 80. plenáris ülésén. Témája a Krím félsziget, mint Ukrajnához tartozó terület orosz megszállása.
A dokumentum az ukrán területekre történt orosz behatolásra adott válasz, és az Ukrajna területi integritása címet kapta. A határozat megerősítette az ENSZ kötelezettségét Ukrajna területi épségének megvédésére nemzetközileg elismert határai között, és semmisnek nyilvánította a 2014. március 16-ai népszavazást.
A határozatot 100 tagország fogadta el 11 ellenében 58 tartózkodással és 24 távolléttel. Az ellenzők: Örményország, Fehéroroszország, Bolívia, Kuba, Észak-Korea, Nicaragua, Oroszország, Szudán, Szíria, Zimbabwe és Venezuela.
A határozat benyújtói Kanada, Costa Rica, Németország, Litvánia, Lengyelország és Ukrajna.
A határozat alapfeltevése az, hogy az ENSZ Biztonsági Tanácsa képtelen volt megoldani a konfliktust. Oroszország megvétózta az Amerikai Egyesült Államok határozattervezetét. Eszerint a tervezett népszavazás az Oroszországhoz való csatlakozásról érvénytelen, és nem eredményezheti a Krím félsziget hovatartozásának megváltoztatását. Kína tartózkodott, a többi tag egyetértett az Amerikai Egyesült Államokkal.